# Catherine Chevalley
Pour les articles homonymes, voir Chevalley.
Catherine Chevalley, née à New York en 1951 et morte le 27 janvier 2022 à Castres est une philosophe française, professeure de philosophie à l'université de Tours.

## Biographie
Catherine Chevalley est agrégée de lettres. Elle soutient une thèse de doctorat d'État sur travaux, sous la direction d'Anne Fagot-Largeault et Jacques Merleau-Ponty, intitulée Ontologie et méthode dans la physique contemporaine : la physique quantique et la philosophie classique de la nature, en 1995, à l'université Paris-Nanterre. Elle est attachée au « Centre d'Études Supérieures de la Renaissance » du CNRS. Son champ d'étude se concentre autour de la philosophie des sciences (Kepler, Galilée, Descartes et Pascal), de la philosophie politique (Foucault) et de la philosophie de la physique contemporaine (Bohr, Heisenberg, Kuhn).
Elle est maître de conférences, puis professeure à l'université François Rabelais de Tours en 1997,.
Elle est la fille du mathématicien Claude Chevalley et de l'archiviste Sylvie Bostsarron.

## Publications
- Traduction annotée des Paralipomènes à Vitellion de Kepler, Paris: Vrin, 1980, coll. Histoire des sciences - Textes et études.
- Pascal, Contingence et probabilités, Paris : PUF, 1995.
- Traduction de La nature dans la physique contemporaine de Werner Heisenberg, Paris : Gallimard, 2000.
- Introduction et traduction de Philosophie - le manuscrit de 1942 de Werner Heisenberg, Paris: Éditions du Seuil, 1998.

### Contributions d'ouvrages
- Catherine Chevalley, « Niels Bohr's words and Atlantis of Kantianism », in J. Faye et H. Folse (éd.), Niels Bohr and Contemporary Philosophy, Dordrecht, Kluwer, 1994, p. 33-57.
- Catherine Chevalley, « Épistémologie (all. Erkenntnistheorie, angl. epistemology) », dans Barbara Cassin, Vocabulaire européen des philosophies : dictionnaire des intraduisibles, Le Robert, 2004 / 2019 (ISBN 2-02-030730-8, 978-2-02-030730-7 et 2-85036-580-7, OCLC 60525992, lire en ligne), p. 358–365
- Catherine Chevalley, « Anschaulichkeit (all. allemand — fr. caractère intuitif, angl. : visualizability) », dans Barbara Cassin, Vocabulaire européen des philosophies, Le Robert, 2004 / 2019 (ISBN 2-02-030730-8, 978-2-02-030730-7 et 2-85036-580-7, OCLC 60525992, lire en ligne), p. 105-106